# Serpentine Prison
Serpentine Prison è il primo album in studio da solista del cantante statunitense Matt Berninger, noto come membro dei The National. Il disco è stato pubblicato nel 2020.

## Tracce
1. My Eyes Are T-Shirts – 2:40 (Matt Berninger, Scott Devendorf)
2. Distant Axis – 4:25 (Berninger, Walter Martin)
3. One More Second – 5:22 (Berninger, Matt Sheehy)
4. Loved So Little – 4:55 (Berninger, Mike Brewer)
5. Silver Springs (featuring Gail Ann Dorsey) – 3:53 (Berninger, Sean O'Brien, Harrison Whitford)
6. Oh Dearie – 3:16 (Berninger, O'Brien, Whitford)
7. Take Me Out of Town – 4:11 (Berninger, Hayden Desser)
8. Collar of Your Shirt – 5:14 (Berninger, Martin)
9. All for Nothing – 3:05 (Berninger, Brent Knopf)
10. Serpentine Prison – 4:32 (Berninger, O'Brien, Whitford)